# Одо I Паризький
Одо I Паризький (852 — 3 січня 898) — граф Парижа, король західних франків від 888 року. Син Роберта IV Сильного та Аделаїди Турської, старший брат Роберта I.